# Mangkon
Mangkon is een bestuurslaag in het regentschap Bangkalan van de provincie Oost-Java, Indonesië. Mangkon telt 490 inwoners (volkstelling 2010).